# Koi no Dance Site
«Koi no Dance Site» es el noveno single del grupo japonés Morning Musume, lanzado en enero de 2000.
Esta canción tiene dos videos distintos, uno realizado en el 2000 y otro realizado entre el 2004 y el 2005. En el vídeo realizado en el 2000 las chicas salen vestidas con ropa normal y con trajes de estampado indio, de fondo aparece un templo indio.
En el segundo vídeo sale, en un principio, comida típica de la India y van apareciendo ellas «recortadas y pegadas» alrededor de la comida. Visten ropa típica de la India. Luego aparecen cantando con la ropa delante de la cámara una a una frase e imágenes de ellas otra vez «recortadas y pegadas» con movimientos del vídeo principal.
- Datos: Q1188007